# Karl Heinz Deickert
Karl Heinz Deickert, auch Karl-Heinz Deickert, (* 19. Mai 1931 in Pasewalk; † 15. Dezember 2007) war ein deutscher Schauspieler, Regisseur und Drehbuchautor.
Nach einer Schauspielausbildung in Hamburg absolvierte Deickert eine Ausbildung im DEFA-Nachwuchsstudio. Er übernahm Nebenrollen im Kino, unter anderem als Arbeitersohn in Wolfgang Staudtes Filmdrama Rotation (1949) sowie als Kölner Holzhändler Elias im Märchenfilm Das kalte Herz (1950). Später verließ Deickert die DDR und arbeitete anschließend hinter der Kamera in Westdeutschland. Er war Regieassistent bei Rudolf Jugert und Helmut Käutner, ehe er Mitte der 1960er-Jahre zum ZDF wechselte. Hier arbeitete er bis in die 1990er-Jahre als Autor und Regisseur, unter anderem war er für die Reihe Das kleine Fernsehspiel mitverantwortlich.

## Filmografie (Auswahl)
- 1949: Rotation
- 1950: Der Rat der Götter
- 1950: Familie Benthin
- 1950: Das kalte Herz
- 1952: Das verurteilte Dorf
- 1968: Gift für die Rosen (Regie)
- 1973: Die Prüfung (Fernsehfilm)
- 1974: Stille Nacht (Fernsehfilm)
- 1975: Was geht uns Familie Z. an? (Fernsehfilm)
- 1980: Karriere zu zweit (Fernsehfilm)

## Hörspiele
- 1950: Herbert Horn: Unsere Brücke (Jegor) – Regie: Rudolph Pallas (Berliner Rundfunk)